# Schönbrunn im Steigerwald
Pour les articles homonymes, voir Schönbrunn.
Schönbrunn im Steigerwald est une commune de Bavière (Allemagne), située dans l'arrondissement de Bamberg, dans le district de Haute-Franconie.